# Raise Your Fist and Yell
Raise Your Fist and Yell ist das zehnte Soloalbum und das 17. Studioalbum des Musikers Alice Cooper. Es erschien am 5. September 1987.

## Hintergrund
Wie bereits beim Vorgängeralbum Constrictor hatte sich Alice Cooper wieder dem Shock-Rock mit Horrorelementen verschrieben. Der Freddy Krueger-Darsteller Robert Englund hat auf dem Album einen Gastbeitrag im Song Lock Me Up. Der Titel Prince of Darkness ist eine Reminiszenz an John Carpenters gleichnamigen Film. Das Album enthält sogar Elemente eines Konzeptalbums. Die Song-Trilogie Chop, Chop, Chop, Gail und Roses on White Lace erzählt die Geschichte eines obzessiven Stalkers, der (mutmaßlich) die junge Gail ermordet. Letzterer Song war jahrelang fester Bestandteil von Coopers Konzerten.
Die einzige ausgekoppelte Single Freedom erreichte Platz 50 der britischen Charts.
Die Tour Live in the Flesh war für ihre grafische Gewalt und Horror-Show berüchtigt. In Deutschland musste sie „entschärft“ gezeigt werden. Im Vereinigten Königreich versuchten Parlamentsabgeordnete, sie zu verbieten. 1988 verunglückte Cooper bei einem Konzert dieser Tour, als ein Sicherungsdraht am Galgen riss und er sich fast erhängte.

## Titelliste
Cooper und Roberts mit Songwritingbeteiligungen an allen Songs. Kip Winger wie aufgeführt.
| Nr. | Titel                 | Länge |
| --- | --------------------- | ----- |
| 1.  | Freedom               | 4:09  |
| 2.  | Lock Me Up            | 3:24  |
| 3.  | Give the Radio Back   | 3:34  |
| 4.  | Step on You           | 3:39  |
| 5.  | Not That Kind of Love | 3:15  |

| Nr. | Titel               | Autor(en) | Länge |
| --- | ------------------- | --------- | ----- |
| 6.  | Prince of Darkness  |           | 5:10  |
| 7.  | Time to Kill        |           | 3:39  |
| 8.  | Chop, Chop, Chop    |           | 3:06  |
| 9.  | Gail                | Winger    | 2:30  |
| 10. | Roses on White Lace |           | 4:27  |

## Besetzung
- Alice Cooper – Gesang
- Kane Roberts – Gitarre, Begleitgesang
- Kip Winger – Bass, Begleitgesang, Keyboard auf “Gail”
- Paul Taylor – Keyboard
- Ken Mary – Schlagzeug

## Rezeption

### Rezensionen
Alice Cooper zeige mit Raise Your Fist and Yell, dass mit ihm noch zu rechnen sei. Das Album sei jedoch ein „Nischenalbum“ und für den Mainstream vielleicht zu hart gewesen, zudem wurde es vom erfolgreichen Mainstream-Nachfolger Trash überstrahlt.

### Charts und Chartplatzierungen
| ChartsChartplatzierungen       | Höchstplatzierung | Wochen |
| ------------------------------ | ----------------- | ------ |
| Vereinigtes Königreich (OCC)   | 48 (3 Wo.)        | 3      |
| Vereinigte Staaten (Billboard) | 73 (15 Wo.)       | 15     |

### Auszeichnungen für Musikverkäufe
| Land/Region | Auszeichnungen für Musikverkäufe (Land/Region, Auszeichnung, Verkäufe) | Verkäufe |
| ----------- | ---------------------------------------------------------------------- | -------- |
| Kanada (MC) | Gold                                                                   | 50.000   |
| Insgesamt   | 1× Gold ·                                                              | 50.000   |